# 나탈리 리샤르
나탈리 리샤르(프랑스어: Nathalie Richard, 1963년 1월 6일 ~ )는 프랑스의 배우이다.
파리에서 태어났다.

## 작품 목록

### 영화
- 80년대 갤러리 (1986년)
- 4인조 (1988년)
- 겨울의 아이 (1989년)
- 기찻길에 있는 식당 (1991년)
- 잔 다르크 2부 - 감옥편 (1994년)
- 연인들 (1994년)
- 뤼미에르와 친구들 (1995년)
- 파리의 숨바꼭질 (1995년)
- 이마 베프 (1996년) - 조 역
- 군인의 딸은 울지 않는다 (1998년)
- 8월말 9월초 (1998년)
- 미지의 코드 (2000년)
- 성의 혼란 (2000년)
- Mon meilleur amour (2000년)
- 노보 (2002년)
- 메어시 닥터 레이 (2002년)
- 프렌치 아메리칸 (2003년)
- 히든 (2005년) - 마틸드 역
- 벨로리종 (2005년) - 이사벨 역
- 방문객 (2005년)
- 파르크 (2008년)
- 스팟 오브 바더 (2009년)
- 네버 렛 미 고 (2010년)
- 더 플레이스 인 비트윈 (2010년)
- 에브리데이 오브젝트 (2013년)
- 영 앤 뷰티풀 (2013년) - 베로 역
- 노트르담 데 호르몬 (2015년)
- 바디 (2016년)
- 4 데이즈 인 프랑스 (2016년)
- 해피 엔드 (2017년)
- 처음 만난 파리지엔 (2017년)
- 와일드 보이즈 (2017년)
- 사랑 후의 두 여자 (2020년)
- 싸워야 하는, 지켜야 하는 (2023년) - 세브린 역
- 애니멀 킹덤 (2023년) - 발레리 보두앵 교수 역

### 텔레비전 드라마
- 이마 베프 (2022년)